# Vila Cova do Covelo/Mareco
Vila Cova do Covelo/Mareco (llamada oficialmente União das Freguesias de Vila Cova do Covelo/Mareco) es una freguesia portuguesa del municipio de Penalva do Castelo, distrito de Viseu.

## Historia
Fue creada el 28 de enero de 2013 con el nombre de União das Freguesias de Vila Cova do Covelo e Mareco en aplicación de una resolución de la Asamblea de la República de Portugal promulgada el 16 de enero de 2013 con la unión de las freguesias de Mareco y Vila Cova do Covelo, pasando su sede a estar situada en la antigua freguesia de Vila Cova do Covelo. Esta denominación se mantuvo hasta el 28 de marzo de 2013 que pasó a su actual nombre en aplicación de la Declaración de Rectificación n.º 19/2013.

## Demografía
| Gráfica de evolución demográfica de Vila Cova do Covelo/Mareco entre 2011 y 2021 |
|                                                                                  |
| Datos según el nomenclátor publicado por el INE portugués.                       |